# Acaena purpureistigma
Acaena purpureistigma é uma espécie de rosácea do gênero Acaena, pertencente à família Rosaceae.